# Félix Schavy
Félix Schavy (né le 20 novembre 1907, date de décès inconnue) était un ancien footballeur et entraîneur belge. Il a joué la majorité de sa carrière à Anderlecht, au poste de milieu de terrain.

## Carrière
Félix Schavy s'affilie au RSC Anderlecht à l'âge de 13 ans. En 1925, il fait ses débuts dans l'équipe première des mauves et blancs. Il devient vite un pion essentiel de l'équipe au milieu de terrain. À la fin de la saison, le club est rétrogradé en Division 1, à l'époque 2e niveau national. Félix Schavy vit l'époque où Anderlecht est un « club-ascenseur », avec 3 rétrogradations en l'espace de 6 ans. Au moment où le Sporting Anderlecht remonte (définitivement) en Division d'Honneur, Schavy est plus souvent réserviste qu'autre chose. Il quitte le club en 1933 pour le petit voisin du KFC Rhodienne-Verrewinkel. Il joue 3 saisons dans ce club avant de remiser ses crampons.
Après sa carrière de footballeur, Schavy devient entraîneur dans diverses équipes de niveau inférieur. Il est appelé par le FC Bruges en 1951, pour prendre le relais de l'entraîneur écossais William Kennedy. À l'époque, le club vit des heures difficiles, et vient d'être rétrogradé en deuxième division. Avec Schavy à la barre, les dirigeants du FC Bruges espèrent remonter rapidement en première division. L'objectif est manqué de peu dès la première saison, mais finalement Félix Schavy ne permettra pas au club de quitter l'anti-chambre de l'élite.
En 1957, après 6 saisons passées à Bruges, il est remercié et remplacé par le roumain Norberto Höfling. Malgré son échec pour ramener Bruges dans la plus haute division nationale belge, il aura tout de même lancé la carrière d'un des plus grands talents belges des années 1950-1960 : Fernand Goyvaerts. C'est Schavy qui le lance en équipe première en 1954, alors qu'il n'a que 16 ans.
On ne sait pas ce que fit Félix Schavy après son passage à Bruges.